# Бакараву
Бакараву (канн. ಬಕಾರವು), ಬ — ба, буква алфавита каннада из четвёртой варги, обозначает звонкий губно-губной взрывной согласный /b/. Отличительной особенностью алфавита телугу и каннада является графическая близость (омоглифия) букв «Ба» и «О» (ಬ — ಒ).
Кагунита: ಬಾ, ಬಿ , ಬೀ , ಬು , ಬೂ , ಬೃ , ಬೆ , ಬೇ , ಬೈ , ಬೊ , ಬೋ , ಬೌ .
Подстрочная форма написания бакараву (баотту) в сравнении с аналогичными подстрочными формами в телугу и кхмерском:

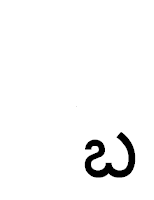
Баотту (подстрочная «ба»)
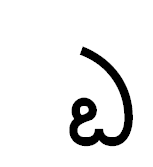
Баватту (телугу)
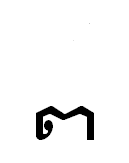
Тьенг бо (кхмерский)